# Tochukwu Oluehi
Tochukwu Oluehi (nacida el 2 de mayo de 1987) es una portera de fútbol nigeriano que juega para Rivers Angels. 

## Carrera

### Club
Oluehi jugó para Bobruichanka Bobruisk en la UEFA Champions League Femenina 2013–14. En abril de 2016, Oluehi y su compatriota Cecilia Nku dejaron Rivers Angels para unirse al club noruego Toppserien Medkila IL. Jugó 21 partidos para Medkila, antes de regresar a Rivers Angels y desde 2017 es la capitana del equipo de los Angels.

### Internacional
También jugó tres veces la Copa Mundial Femenina de la FIFA y una vez los Juegos Olímpicos de Verano para el equipo nacional de fútbol femenino de Nigeria.